# Gozostadion
Het Gozostadion (Maltees: Il-Grawnd t'Għawdex) is een multifunctioneel stadion in Xewkija, een plaats in Malta. Dit stadion stond vroeger bekend als Silver Jubilee Ground, het stadion werd zo genoemd vanwege het zilveren jubileum dat jaar van koning George V. Vanaf 1995 draagt het de naam Gozo.
Het stadion wordt vooral gebruikt voor voetbalwedstrijden, de voetbalclubs die lid zijn van de voetbalbond van Gozo maken gebruik van dit stadion. In het stadion is plaats voor 4.000 toeschouwers. Het stadion werd geopend in 1936.
In 2014 werd van dit stadion gebruik gemaakt voor wedstrijden op het Europees kampioenschap voetbal mannen onder 17. Er werden in totaal vier groepswedstrijden gespeeld, waaronder de wedstrijd tussen Malta en Nederland. Tevens werd dit stadion een aantal uitgekozen als gaststadion voor wedstrijden in de poulefase van de UEFA-Regiobeker. Dat gebeurde in 2013, 2015 en 2017.
Het stadion werd ook gebruikt tijdens het VIVA-wereldkampioenschap voetbal van 2010, het wereldkampioenschap voor staatloze volkeren. Er werden zes wedstrijden gespeeld, drie groepswedstrijden, een halve finale en de finale tussen Koerdistan en Padanië.